# Larry Fishkind
Larry Fishkind (* 11. Februar 1945) ist ein amerikanischer Tuba-Spieler, der vor allem im Jazz und in der neuen Improvisationsmusik hervorgetreten ist.

## Leben und Wirken
Fishkind, der ein Neffe von Arnold Fishkin ist, wuchs in Brooklyn auf. Der Bandleader George Cables gibt an, dass er von Fishkind in die Anfangsgründe des Jazz eingeführt wurde. Mit zehn Jahren begann er Tuba zu lernen; auf der High School for the Performing Arts war Don Butterfield sein Lehrer. Dann absolvierte er die Juilliard School of Music.
Zwischen 1967 und 1978 arbeitete er als Freelancer in Kanada und den USA in nahezu allen musikalischen Stilrichtungen. Seit 1978 lebt er in Amsterdam. Dort war er in verschiedenen Projekten im Bereich Jazz und Improvisation tätig, z. B. im ICP Orchestra von Misha Mengelberg und Han Bennink, im Trio mit Tobias Delius und Tristan Honsinger, im Trio Cumulus mit Ab Baars und Wolter Wierbos, in den Gruppen von Jeff Reynolds, Paul Stocker, Ernst Glerum, Chris Abelen und Curtis Clark. Auch spielte er mit dem Orkest De Volharding eine Komposition von Nico Schuyt ein, sowie im American Symphony Orchestra, The Brooklyn Philharmonic, The Netherlands Theatre Orchestra und The European Tuba Quartet. Seit 1992 ist er Mitglied in Burton Greenes Gruppe Klezmokum, daneben auch in Klez-Edge und Klez-Thetics tätig. Weiterhin bildet er mit Melvyn Poore, Pinguin Moschner und Carl Ludwig Hübsch das European Tuba Quartet. Er war auf Konzerten  und Musiktheateraufführungen überall in Europa und in Japan zu erleben. Tom Lord listet ihn auf 24 Aufnahmen im Bereich des Jazz zwischen 1973 und 2002.